# Nicolò Rode
Nicolò „Nico” Rode (ur. 1 stycznia 1912 w Mali Lošinju, zm. 4 maja 1998 w Negrar), włoski żeglarz sportowy. Dwukrotny medalista olimpijski.
Urodził się na terenach dzisiejszej Chorwacji. Brał udział w trzech igrzyskach (IO 48, IO 52, IO 56), na dwóch zdobywał medale. W 1952 triumfował w klasie Star, cztery lata później zajął drugie miejsce. Podczas obu startów partnerował mu Agostino Straulino. W 1952, 1953 i 1956 zostawali mistrzami świata, w latach 1949-1956 ośmiokrotnie zwyciężali w mistrzostwach Europy.